# H1 antagonist
H1 antagonist je histaminski antagonist za H1 receptor koji redukuje ili eliminiše dejstvo histamina, endogenog hemijskog posrednika koji se otpušta tokom alergijskih reakcija. Agensi čije glavno terapeutsko dejstvo je posredovano negativnom modulacijom histamiskog receptora se nazivaju antihistaminima. Postoje agensi koji mogu da imaju antihistaminsko dejstvo ali nisu neposredni antihistaminici.

## Farmakologija
Kod alergijske reakcije tipa I hipersenzitivnosti, alergen formira interakciju sa i unakrsno povezuje površinu IgE antitela na mastocitima i bazofilima. Nakon formiranja mastocit-antitelo-antigen kompleksa, dolazi do kompleksne serija događaja koji konačno dovodo do ćelijske degranulacije i otpuštanja histamina (i drugih hemijskih posrednika) iz mastocita ili bazofila. Jednom otpušten, histamin može da reaguje sa lokalnim ili daljim tkivima putem histaminskog receptora.
Histamin, kad deluje na H1-receptore, izrokuje pruritus, vazodilataciju, hipotenziju, crvenjenje, glavobolju, tahikardiju, bronhokonstrikciju, povećanje vaskularne permeabilnosti, potencijaciju bola, i druge efekte.
Dok H1-antihistamini pomažu protiv tih efekata, oni deluju jedino ako se koriste pre dolaska u kontakt sa alergenom. Kod jakih alergija, kao što su anafilaksa ili angioedem, ti efekti mogu da budu toliko jaki su da su opasni po život. Dodatno doziranje epinefrina, često u obliku autoinjektora (Epi-pen), je neophodna kod ljudi sa takvom hipersenzitivnošću.

## Spoljašnje veze
- Antihistaminics,+H1 на 